# Zona Reservada Cordillera Huayhuash
Die Zona Reservada Cordillera Huayhuash ist ein Schutzgebiet in West-Peru in den Regionen Ancash, Huánuco und Lima. Das Reservat wurde am 20. Dezember 2002 eingerichtet. Verwaltet wird es von der staatlichen Naturschutz-Agentur Servicio Nacional de Areas Naturales Protegidas por el Estado (SERNANP). Das Areal besitzt eine Größe von 675,9 km². Das Schutzgebiet dient der Erhaltung eines Ökosystems im Hochgebirge der Cordillera Huayhuash. Das Gebiet wird außerdem als ein wichtiges Vogelgebiet (Important Bird Area) eingestuft.

## Lage
Das Schutzgebiet liegt in der peruanischen Westkordillere 50 km südlich der Cordillera Blanca. Es befindet sich in den Distrikten Huasta und Pacllón in der Provinz Bolognesi, in den Distrikten Queropalca und Jesús in der Provinz Lauricocha, in den Distrikten Copa und Cajatambo in der Provinz Cajatambo sowie im Distrikt Oyón in der Provinz Oyón. Das Gebiet liegt in Höhen zwischen 3500 m und 6635 m. Die Flüsse Río Huaura, Río Pativilca und Río Marañón entspringen in dem Areal. Die Zona Reservada Cordillera Huayhuash grenzt an die privaten Schutzgebiete (Áreas de Conservación Privada) Huayllapa, Jirishanca, Llamac und Pacllón.

## Ökologie
In dem Gebiet wachsen verschiedene Bäume und Sträucher der Gattung Polylepis, darunter Polylepis incana, Polylepis racemosa und Polylepis weberbaueri. Außerdem kommt in dem Gebiet die Anden-Erle (Alnus acuminata) vor. Zu den Säugetierarten in dem Gebiet gehören die Bergkatze (Leopardus jacobita), der Colocolo (Leopardus colocolo), der Nordandenhirsch (Hippocamelus antisensis) und das Vikunja (Vicugna vicugna). Zur Vogelwelt gehört der Weißohrkotinga (Zaratornis stresemanni), der Graubrust-Tachurityrann (Anairetes alpinus), der Riesenspitzschnabel (Conirostrum binghami), der Meisenpitpit (Xenodacnis parina), der Roststirn-Meisenschlüpfer (Sylviorthorhynchus yanacensis), die Sturzbachente (Merganetta armata), der Andenkondor (Vultur gryphus), der Wanderfalke (Falco peregrinus) und das Riesenblässhuhn (Fulica gigantea).